# Mjösjön, Härjedalen
Mjösjön är en sjö i Härjedalens kommun i Härjedalen och ingår i Ljusnans huvudavrinningsområde.